# Дамбо
Дамбо (енгл. Dumbo) је амерички анимирани филм из 1941. године. Ово је четврти дугометражни цртани филм рађен у продукцији компаније Волт Дизни.
Играни римејк филма је изашао 29. марта 2019. године.
Српску синхронизацију филма је 2008. године радио студио Лаудворкс. Синхронизација је имала премијеру 26. априла 2008. године на каналу РТС 1.Песме нису синхронизоване.
Maло је познато да свако дело Волта Дизнија, садржи у себи скривене мотиве и поруке. Једно од њих је и „Дамбо”. Мали и несташни слон Дамбо,упркос томе што је био другачији од других по свом изгледу, приказан је са многим квалитетима. Волт је један од малог броја уметника који су у својим делима, кроз забаву, смех и интеракцију, обраћали пажњу на маргиналне групе. На мотиве љубави, пријатељства и искрених емоција. Уметност коју је стварао настала је базирајући се на есенцију сваког бића, не на материјални свет у коме живимо.

## Улоге
| Улога            | Оригинални глас  | Српски глас             |
| ---------------- | ---------------- | ----------------------- |
| Миш Тимоти       | Едвард Брофи     | Дубравко Јовановић      |
| Госпођа Џамбо    | Верна Фелтон     | Јелена Стојиљковић      |
| Директор циркуса | Херман Бинг      | Марко Марковић          |
| Господин Рода    | Стерлинг Холовеј | Срђан Јовановић         |
| Џим              | Клиф Едвардс     | Димитрије Илић          |
| Кети             | Норин Гамил      | Јелена Стојиљковић      |
| Гиди             | Дороти Скот      | Јелена Стојиљковић      |
| Приси            | Сара Селби       | Јелена Ђорђевић Поповић |
| Вођа слонова     | Верна Фелтон     | Мариана Аранђеловић     |
| Смити            | Малколм Хатон    | Срђан Јовановић         |
| Фетс             | Хор Хол Џонсон   | Марко Марковић          |
| Дикон            | Хор Хол Џонсон   | Дубравко Јовановић      |
| Дупи             | Хор Хол Џонсон   | Срђан Јовановић         |
| Спекс            | Хор Хол Џонсон   | Владан Милић            |
| Наратор          | Џон Маклиш       | Марко Марковић          |